# 2013 (album)
2013 je první sólové studiové album velšského hudebníka Meilyra Jonese. Vydáno bylo 18. března 2016 společností Moshi Moshi Records. Podílelo se na něm přibližně padesát hudebníků. Písně byly nahrány na různých místech v Římě, Londýně a ve Walesu. K písni „How to Recognise a Work of Art“ byl natočen videoklip, jehož režisérem byl Wils Wilson. Videoklip k písni „Strange/Emotional“ režíroval Ryan Eddleston. Deska Jonesovi vynesla cenu Welsh Music Prize.

## Seznam skladeb
1. How to Recognise a Work of Art – 3:38
2. Don Juan – 2:29
3. Passionate Friend – 5:46
4. Refugees 'Blackbird' – 3:30
5. Rome – 4:25
6. Rain in Rome – 1:28
7. Strange/Emotional – 3:48
8. Return to Life 'Hideshi Kibi - Ponte Sisto' – 5:17
9. Love – 2:59
10. Olivia – 4:20
11. Featured Artist 'Io Son La Primavera' – 5:27
12. Be Soft – 5:46

## Obsazení
- Meilyr Jones – zpěv, klavír, varhany, kytara, baskytara
- Stephen Black – baskytara
- Piotr Jordan – housle
- Cate Le Bon – hlas
- George Sleightholme – basklarinet
- Lucy Mercer – bicí, perkuse
- Eloisa Fleur-Thom – housle
- Magdalena Cieślak – housle
- Phillip Granell – housle
- Seb Philpott – trubka, křídlovka
- Chris Smith – pozoun
- Hideshi Kibi – akordeon
- Simon Eastwood – kontrabas
- Glad Cafe Choir – sbor
- Katarzyna Kowalik – cembalo
- Sylvana Labeyrie – harfa
- Hannes Arnold – lesní roh
- Alma Hernan – violoncello
- Sinéad Frost – fagot
- Koichi Yamanoha – kytara
- Ros Stephen – housle
- Joseph Davies – theorba, klavír
- Olwen Foulkes – zobcová flétna
- Kimon Parry – klarinet
- Romana Szczepaniak – housle
- Rachael Stroud – housle
- Rehana Brown – flétna
- William Yates – pozoun
- Steffan Jones – perkuse
- Benjamin Katz – varhany
- Pawel Siwczak – cembalo
- Jean Kelly – harfa
- Michael Kidd – lesní roh
- Lucia Coppellaro – violoncello
- Hayley Pullen – fagot
- Emily Hale – housle
- Pippa Ovenden – klavír, varhany
- László Rózsa – zobcová flétna
- Iris Pucciarelli – cembalo
- Gruff ab Arwel – kytara
- Daniel Bradley – bicí, perkuse
- Emma Smith – saxofon, housle, doprovodné vokály
- Flora Curzon – housle, doprovodné vokály
- Soila Häkkinen – housle, doprovodné vokály
- Richard Shepherd – barytonsaxofon
- Dan West – baspozoun
- Lucy Railton – violoncello, doprovodné vokály
- Simon Tong – trubka, křídlovka
- Euan Hinshelwood – kytara, baskytar
- Daniel Bradley – perkuse
- Rob Jones – klavír
- Patrick Harrild – hlas
- Valentina Magaletti – bicí